# Pepita Jiménez (opera)

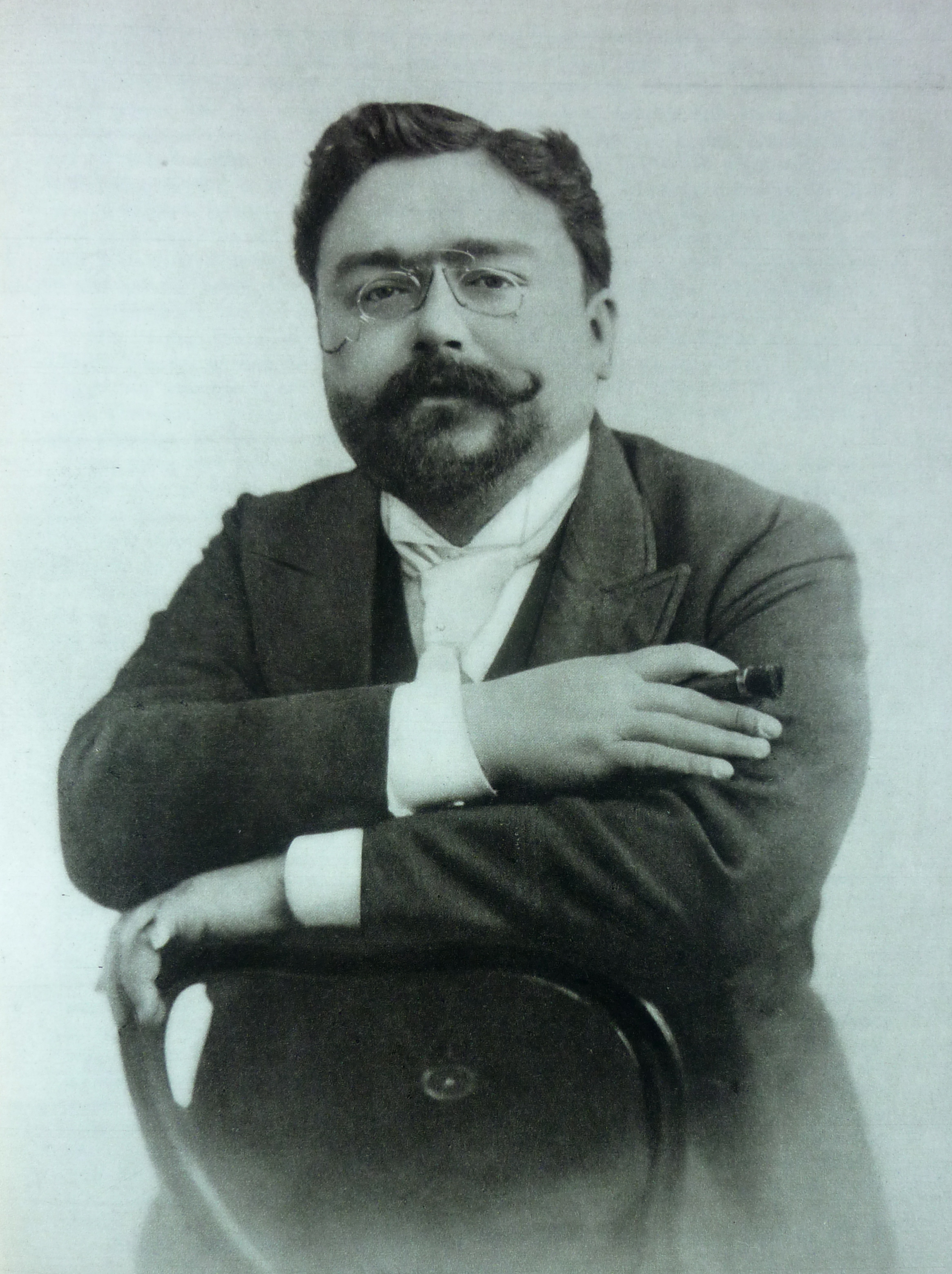
Isaac Albéniz

Pepita Jiménez är en komisk opera (lyrisk komedi) i en akt med musik av den spanske kompositören Isaac Albéniz till ett engelskt libretto av Albéniz välgörare och samarbetspartner, engelsmannen Francis Money-Coutts. Texten bygger på Juan Valera y Alcalá-Galianos roman med samma namn (1874). Operan reviderades flera gånger, först av kompositören själv och senare av andra, till många språk och olika konstellationer inklusive en tvåaktsversion och en treaktsversion.

## Historia
Albéniz enda framgångsrika opera behandlar temat med andlig kontra romantisk kärlek gestaltad i en sons och hans faders kärlek till samma kvinna. Operan genomsyras av spanska rytmer och melodisk sinnesstämning, och utstrålar en tung katolsk religiositet. Den första av kompositörens tre versioner av Pepita Jiménez skrevs i Paris 1895 och framfördes som en enaktsopera med en italiensk översättning (av Angelo Bignotti) av originalets engelska libretto. Den hade premiär den 5 januari 1896 på Gran Teatre del Liceu i Barcelona med Emma Zilli i titelrollen. Ursprungligen skulle rollen ha sjungits av den rumänska sopranen Hariclea Darclée men troligtvis på grund av att uppsättningen senarelades gick rollen till Zilli. Operan togs inte väl emot och Albéniz publicerade aldrig denna version, utan gjorde en revidering av partituret. Han utökade operan till en två-akts version och översatte librettot till tyska. I denna version uppfördes operan på operahuset i Prag den 22 juni 1897 med Franz Schalk som dirigent till en något bättre mottagande men inte tillräckligt för att återkomma till nästa säsonger.
Under samma tid levde Albéniz i Paris och blev starkt påverkad av de franska tonsättarna, särskilt Paul Dukas, som lärde honom orkestrering. På nytt tog Albéniz upp operan för en omarbetning och lade till instrument samt utökade orkesterklangen. Denna version framfördes i en fransk översättning i Bryssel den 3 januari 1905. Albéniz dog 1909 vid 48 års ålder av en njursjukdom utan att ha slutfört operans sista revidering.

## Personer
| Roller                                    | Stämma      | Premiärbesättning 5 januari 1896 (Dirigent: Vittorio Vanzo) | Reviderade 2-aktsversion 3 januari 1905 (Dirigent: Sylvain Depuis) |
| ----------------------------------------- | ----------- | ----------------------------------------------------------- | ------------------------------------------------------------------ |
| Pepita Jiménez, en ung änka               | sopran      | Emma Zilli (eller Zilly)                                    | Mme Baux                                                           |
| Don Luis de Vargas, en ung teologistudent | tenor       | Oreste Gennari (eller Genaro)                               | M. David                                                           |
| Antoñona, hennes tjänarinna               | mezzosopran | Carlotta Calvi-Calvi                                        | Jeanne Maubourg                                                    |
| Don Pedro de Vargas, Luis fader           | baryton     | Marco Barba                                                 | Pierre d'Assy                                                      |
| Prästen                                   | bas         | Oreste Luppi                                                | Hippolyte Belhomme                                                 |
| Count Genazahar, en glad ung officer      | baryton     | Achille Tisseyre                                            | Alexis Boyer                                                       |
| 1:e Officer                               | tenor       | Antonio Oliver                                              | Armand Crabbé                                                      |
| 2:e Officer                               | baryton     | Alfredo Serazzi                                             | M. Lubet                                                           |

## Handling
Den unga änkan Pepita Jiménez har ärvt en förmögenhet efter sin åldrade make. Hon uppvaktas av många friare, däribland greve Genazahar (som är skyldig henne pengar) och Don Pedro de Vargas, en högt respekterad man. Men Pepita har bara ögon för Don Pedros son Don Luis. Han studerar till teologi men uppvaktar Pepita ohejdat. Hon biktar sig för prästen som råder henne att glömma Don Luis då han är ämnad för ett högre kall. Pepitas tjänarinna Antoñona avslöjar för Don Pedro att hennes matmor älskar hans son. Don Pedro bestämmer sig för att avstå Pepita för sonens skull. Pepita möter Don Luis och vill inte hindra honom från att bli präst. På samma sätt inser Don Luis att han älskar Pepita men inser att han måste avstå henne om han ska fullfölja sin yrkesbana. Antoñona får Don Luis att gå med på att möte Pepita en sista gång innan han lämnar staden. När Don Luis hör att greven gör elaka kommentarer om Pepita utmanar han honom på duell. Greven såras och Luis triumferar. När de älskande möts kan de inte hålla tillbaka sina känslor. Men Pepita säger att hon inte kan stå i vägen för hans kall. Hon låser in sig i sitt rum. Don Luis som befarar att hon ska ta livet av sig bryter upp dörren och de två förenas till lycka för Antoñona.